# Emil Källström
Lars Emil Källström, född 23 januari 1987 i Örnsköldsvik, är en svensk politiker (centerpartist). Han var ordinarie riksdagsledamot 2010–2021, invald för Västernorrlands läns valkrets. Från oktober 2014 till augusti 2021 var han Centerpartiets ekonomisk-politiska talesperson. Han började därefter som affärsutvecklare för kemibolaget Svensk Etanolkemi, där han i augusti 2022 utsågs till tillförordnad VD, och i december 2022 till VD.
Emil Källström är son till Anders Källström och Anna-Britta Åkerlind (kommunalråd i Örnsköldsvik för centerpartiet) och 2006 blev Källström som 19-åring invald till kommunfullmäktige i Örnsköldsviks kommun. Under mandatperioden arbetade han främst med frågor som rörde Norrlands framtid för att "bli Sveriges och Europas unga, gröna och företagsamma region".
Källström kandiderade under riksdagsvalet 2010 för Västernorrlands läns valkrets och blev invald. I riksdagen var han ledamot i finansutskottet 2014–2021 (dessförinnan suppleant i utskottet från 2011), riksdagens valberedning 2018–2021 och styrelsen för Riksbankens jubileumsfond 2010–2014. Under tiden i riksdagen var Källström även suppleant i arbetsmarknadsutskottet, EU-nämnden, justitieutskottet, skatteutskottet och utbildningsutskottet.
Vid sidan av sina politiska uppdrag studerade Källström tidigare till civilekonom på Handelshögskolan i Stockholm samt var förbundsstyrelseledamot i Förbundet Vi Unga under åren 2009–2012, en fristående ungdomsorganisation till Studieförbundet Vuxenskolan.